# Sisinio González Martínez
Sisinio González Martínez, conegut futbolísticament com a Sisi (nascut el 22 de febrer de 1986 a Albacete), és un exfutbolista professional que jugava com a migcampista.